# Улица Ломоносова (Мелитополь)
Улица Ломоносова (укр. Вулиця Ломоносова) — улица Мелитополя. Идёт от улицы Гетмана Сагайдачного на север и далее на Запорожье. По улице проходит автодорога М-18 «Харьков — Симферополь — Алушта — Ялта».

## История
15 января 1911 года поселяне Пришибской волости Шац Густав Адамович (селение Кронсфельд) и Матиас Фридрих-Иоган Фридрихович (селение Гохштедт) получили удостоверение на постройку завода белого строевого кирпича на собственной усадьбе по Большой Кизиярской улице (прежнее название улицы Ломоносова).
В 1939 году улица вошла в состав Мелитополя, когда село Кизияр было включено в городскую черту.
С 1940-х годов улица носила имя Сталина.
13 августа 1954 года исполком утвердил акт приёмки одноэтажного здания Мелитопольской автостанции на углу улиц Фрунзе и Сталина.
1 июля 1960 года было принято решение об отводе земельного участка АТП площадью 0,90 га для строительства автовокзала по ул. Ломоносова, 1.
8 декабря 1961 года, на волне десталинизации, улица была переименована в честь М. В. Ломоносова.

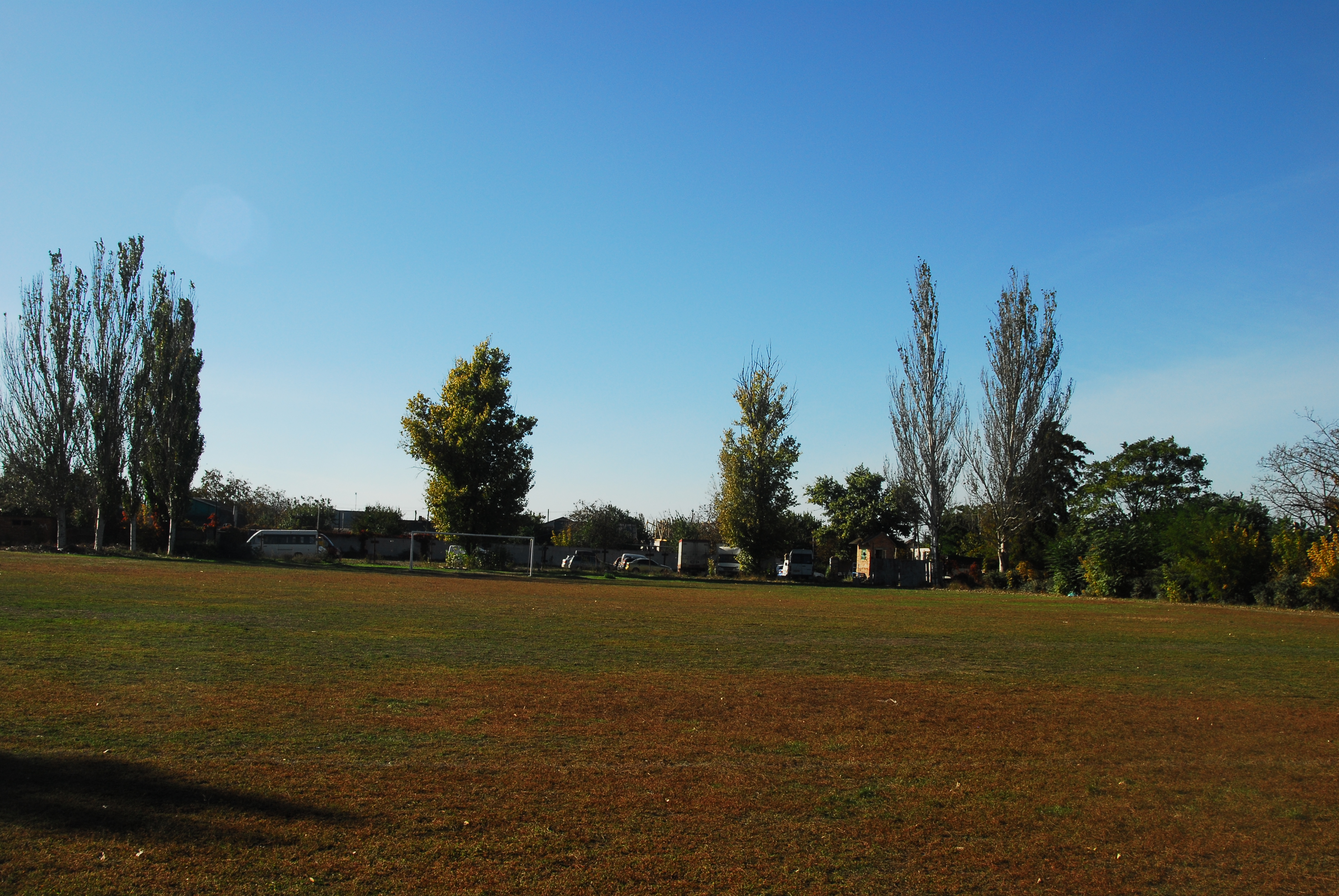
Стадион «Машиностроитель»

## Объекты
- Мелитопольский завод стройматериалов, ОАО
- Гимназия № 19
- Свято-Троицкий православный храм
- ДЮСШ № 3
- Стадион «Машиностроитель»
- АТП-12307 (Автотранспортное предприятие № 12307), ЗАО